# Cedrol
Das Cedrol ist ein terpenoider Naturstoff.

## Vorkommen

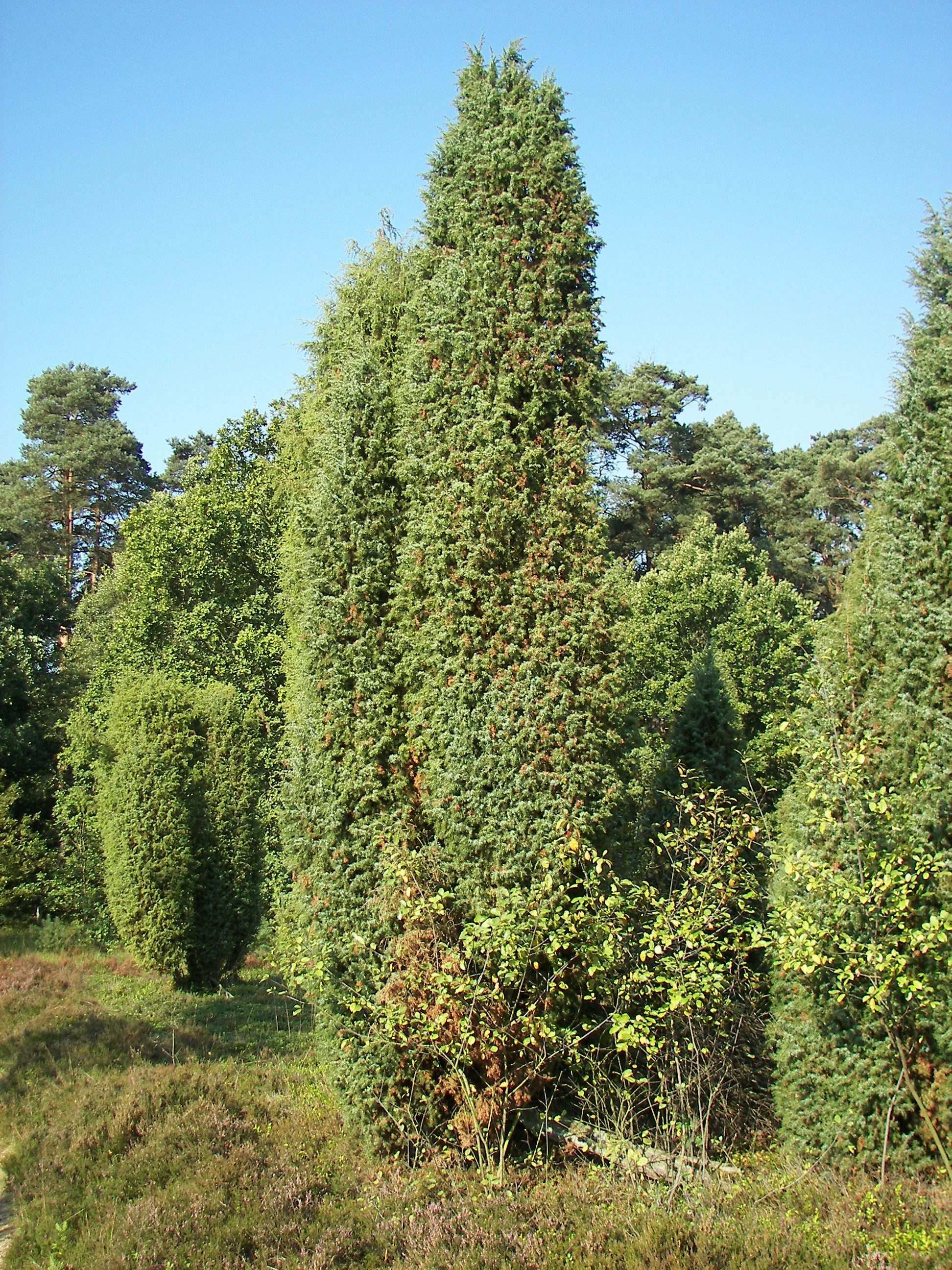
Gemeiner Wacholder (Juniperus communis) enthält natürlicherweise Cedrol

Cedrol ist in der Natur weit verbreitet und findet sich im ätherischen Öl kiefernartiger Pflanzen (Pinales), vor allem in Zypressen (Cupressus) und Wacholdern (wie Juniperus virginiana, Juniperus communis, Juniperus sabina). Außerdem kann es als Inhaltsstoff in Dost (z. B. Origanum smyrnaeum, auch als Origanum onites bekannt), Arznei-Engelwurz (Angelica archangelica), Pfefferminze (Mentha x piperita), Oregano (Origanum creticum), Sandelholz (Pterocarpus santalinus) und Pfeffer (Piper nigrum) nachgewiesen werden.

## Eigenschaften und Aufbau
Das Cedrol ist ein Sesquiterpen, das biosynthetisch vom Farnesen abgeleitet und ein häufig auftretendes Mitglied einer Gruppe von Terpenen, der Cedrane, ist.
| Grundstruktur | Anwendung auf das Cedrol | Erläuterung                                  |
| ------------- | ------------------------ | -------------------------------------------- |
|               |                          | Biosynthetisch abgeleitete Nummerierung      |
|               |                          | Vom Azulen abgeleitete Nummerierung (CAS)    |
|               |                          | Vom Undecan abgeleitete Nummerierung (IUPAC) |

Cedrol bietet sich gut dazu an, Unterschiede in der Nomenklatur von Cedranen und Naturstoffen im Allgemeinen aufzuzeigen. In dem vorliegenden Beispiel sind drei Nomenklatursysteme gegeben. Als erstes die Benennung nach phytochemischen Prinzipien: der Name nach der ursprünglichen Quelle (in diesem Fall der Zeder) und die Nummerierung dem biochemischen Vorgänger Farnesen zufolge. Im zweiten und dritten Beispiel werden strikte chemische Vorgehensweisen demonstriert. Es handelt sich dabei um die Vereinfachung des Moleküls zu einem Grundgerüst. Diese Grundstruktur ist das Azulen für die Zwecke des Chemical Abstracts Service, während die IUPAC das Rückgrat der Cedrane als Kohlenstoffzyklus mit elf Atomen betrachtet und es als Undecan beschreibt. Was in diesem Zusammenhang mit großer Vorsicht behandelt werden muss, ist die Nummerierung der Substituenten, vor allem beim Vergleich von verwandten oder denselben Strukturen zwischen den unterschiedlichen Nomenklaturen. Im Falle der Cedrane kann es sehr interessant werden, da selbst die IUPAC stellenweise den Trivialnamen „Cedrane“ verwendet – aber mit der vom Undecanmodell abgeleiteten Zählweise. In diesem Zusammenhang sollte darauf hingewiesen werden, dass „Eudesmol“ fälschlicherweise manchmal als Synonym für „Cedrol“ verwendet wird.
|  |

Die chemische Synthese des Cedrols ist mehrere Male in der Literatur zusammengefasst und seine hauptsächliche Anwendung liegt in der Aromachemie.

## Biologische Bedeutung
Das Cedrol findet Interesse wegen seiner Toxizität und möglichen krebserregenden Eigenschaften.